# Arteria soprascapolare
L'arteria soprascapolare (o arteria scapolare superiore oppure arteria trasversa della scapola) è una branca del tronco tireocervicale. Questo tronco è una breve ma voluminosa arteria che origina dall'arteria succlavia, insieme ad altre arterie, quali l'arteria tiroidea inferiore, la cervicale ascendente e la cervicale superficiale.

## Struttura
Dall'origine l'arteria si porta verso il basso e lateralmente, incrocia il muscolo scaleno anteriore e il nervo frenico, essendo coperto dal muscolo sternocleidomastoideo; attraversa quindi l'arteria succlavia e il plesso brachiale, correndo dietro e parallelamente alla clavicola e al muscolo succlavio e al di sotto del ventre inferiore del muscolo omoioideo fino a portarsi lungo il bordo superiore della scapola. L'arteria soprascapolare passa sopra il legamento scapolare trasversale superiore (a differenza del nervo soprascapolare, che passa invece sotto tale legamento).
L'arteria entra quindi nella fossa sovraspinata della scapola. Decorre in prossimità dell'osso, viaggiando tra la scapola e il muscolo sopraspinato, a cui fornisce dei rami.
L'arteria discende poi dietro il collo della scapola, attraverso la grande incisura scapolare e sotto copertura del legamento trasversale inferiore della scapola, per raggiungere la fossa infraspinosa, dove firrora il muscolo infraspinato e si anastomizza con l'arteria circonflessa della scapola e la branca discendente (ovvero l'arteria scapolare dorsale) dell'arteria cervicale trasversa.

## Rami
L'arteria invia alcuni rami al muscolo sternocleidomastoideo (che, tuttavia, è principalmente rifornito dall'arteria occipitale e dall'arteria tiroidea superiore), al muscolo succlavio (che è principalmente rifornito dall'arteria toracoacromiale) e ai muscoli vicini. Emette inoltre un ramo sovrasternale, che supera l'estremità sternale della clavicola e si distribuisce alla cute della parte superiore del torace; e un ramo acromiale, che trafigge il muscolo trapezio e rifornisce la cute al di sopra dell'acromion, anastomizzandosi con l'arteria toracoacromiale. Similmente nel rifornire il muscolo sottoclaveare, si anastomizza con l'arteria toracoacromiale e va a rifornire le circostanti aree cutanee.
Durante il decorso, quando l'arteria passa sopra il legamento scapolare trasversale superiore, invia un ramo nella fossa infraspinata, venendo a ramificarsi al di sotto del muscolo sottoscapolare, e anastomizzandosi con l'arteria sottoscapolare e con l'arteria scapolare dorsale.
L'arteria soprascapolare manda anche alcuni rami articolari all'articolazione acromioclavicolare e alla spalla e un'arteria nutritizia alla clavicola.